# Robert I d'Artois

Escut d'armes del comtat d'Artois

Robert I d'Artois (francès: Robert Ier d'Artois)  (França, 17 de setembre de 1216 (Gregorià) - Mansura, 9 de febrer de 1250) príncep de França i comte d'Artois (1237-1250) comtat que li va donar el seu pare i del qual en fou el primer comte.

## Biografia
Fou el tercer fill del rei Lluís VIII de França i la seva esposa Blanca de Castella. Fou net per línia paterna de Felip II de França i Isabel d'Hainault, i per línia materna d'Alfons VIII de Castella i Elionor d'Anglaterra. Fou germà dels reis Lluís IX de França i Carles I de Nàpols.
Es casà el 14 de juny de 1237 a Compiegne amb Matilda d'Artois, filla d'Enric II de Brabant i Maria de Suàbia. D'aquest casament tingueren:
- la princesa Blanca d'Artois (1248-1302), casada el 1269 amb Enric I de Navarra
- el príncep Robert II d'Artois (1250-1302), comte d'Artois

## La setena croada
Va participar en la Setena Croada, liderada pel seu germà Lluís IX de França. Després de prendre Damiata l'emir Fakhr al-Dihn va aconseguir endarrerir l'avanç croat a Mansura fins al febrer de 1250. Robert I d'Artois i els Templers aconseguiren derrotar i matar Fakhr al-Dihn, però, a continuació, envestiren la ciutat desordenadament i el cap mameluc Baibars al-Bunduqdarí manà un cotraatac letal per als croats en el que el germà del rei trobà la mort.